# ظلم السفلي (النادرة)

تعديل مصدري - تعديل

ظلم السفلي محلة تابعة لقرية ظلم، التابعة لعزلة ظلم بمديرية النادرة إحدى مديريات محافظة إب في الجمهورية اليمنية، بلغ تعداد سكانها 184 حسب تعداد اليمن لعام 2004.